# ترکیب‌بندی (هنرهای تجسمی)

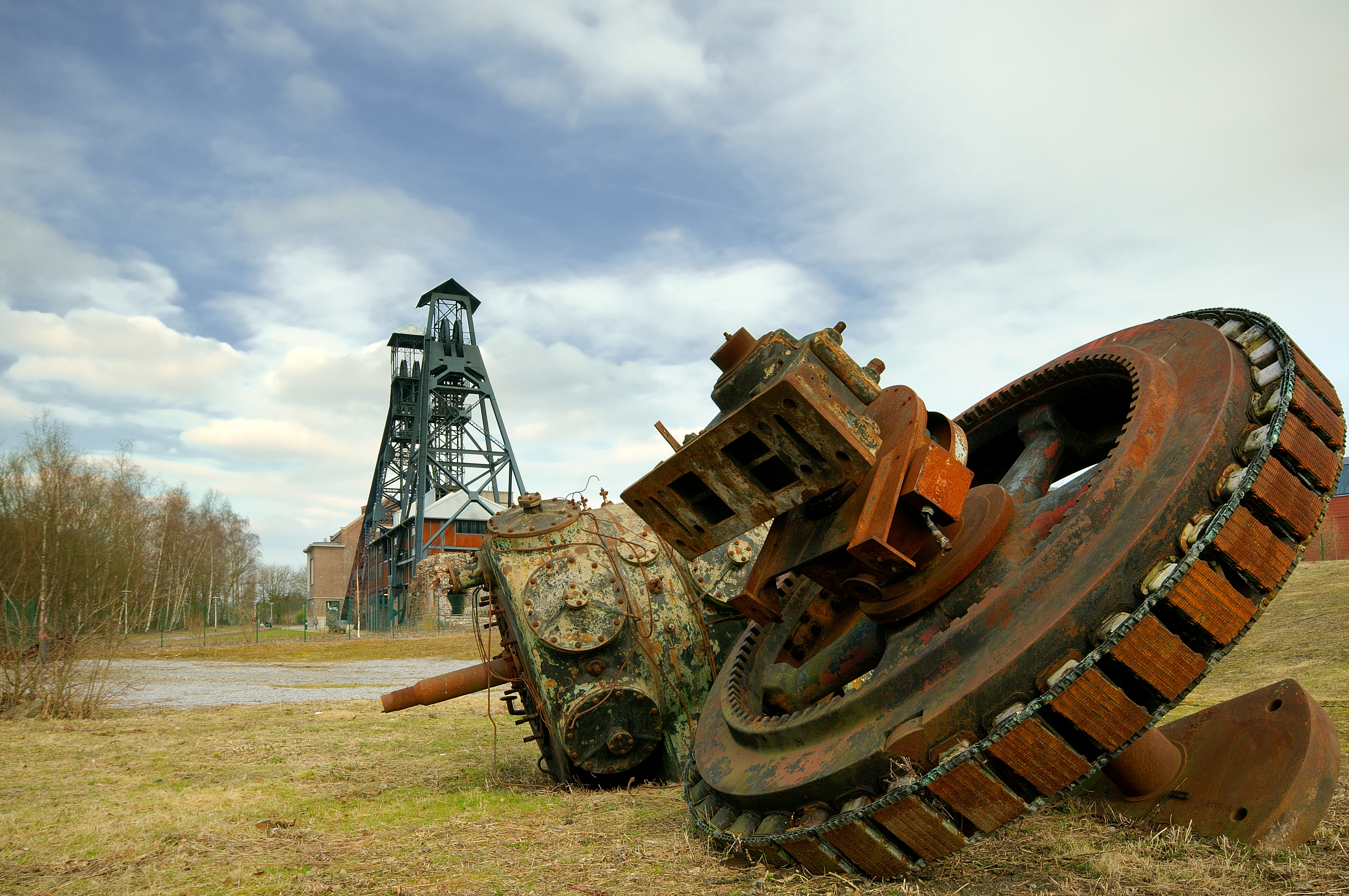
نمونه‌ای از هنر ترکیب بندی

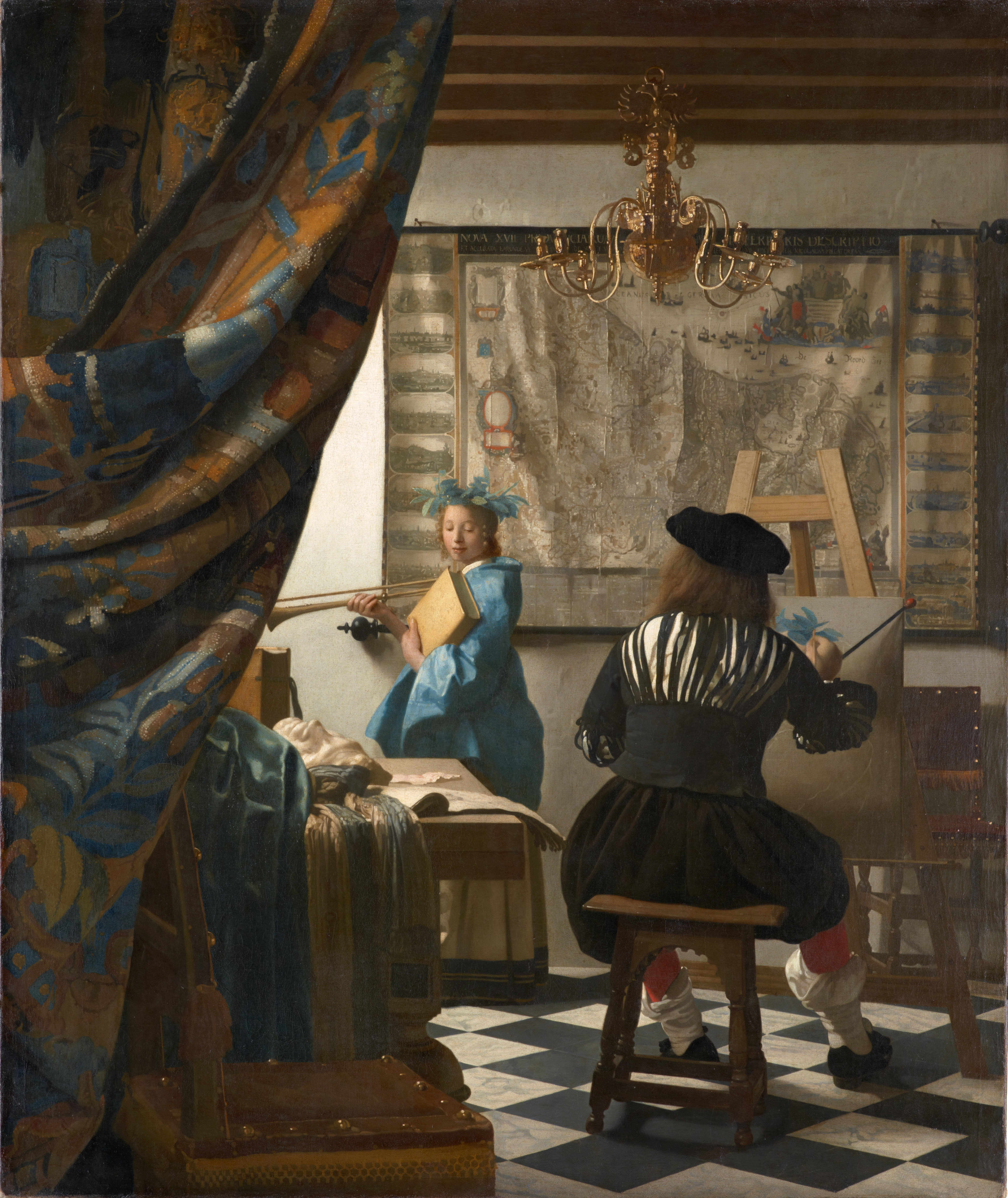
هنر نقاشی اثر یوهانس فرمیر

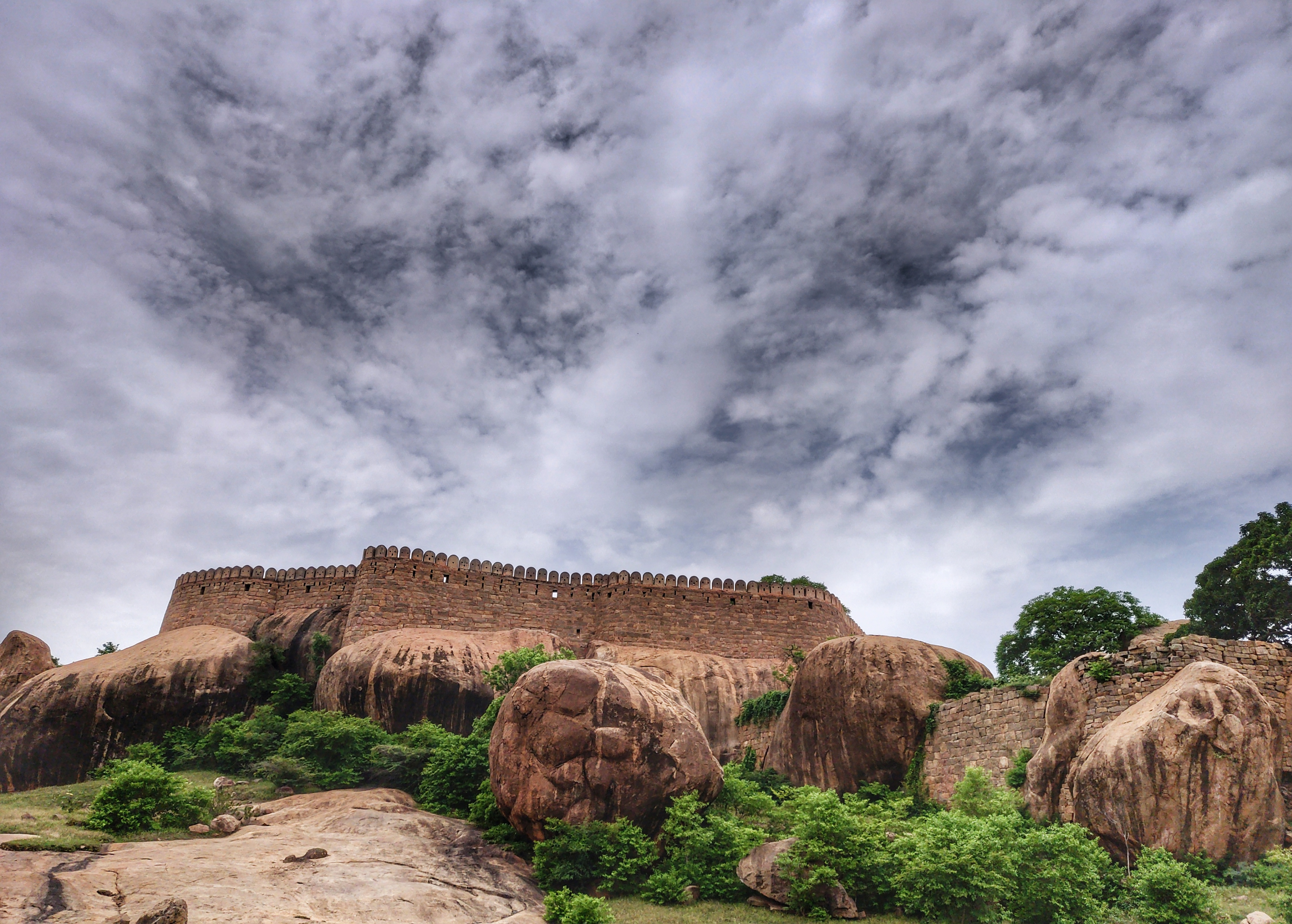

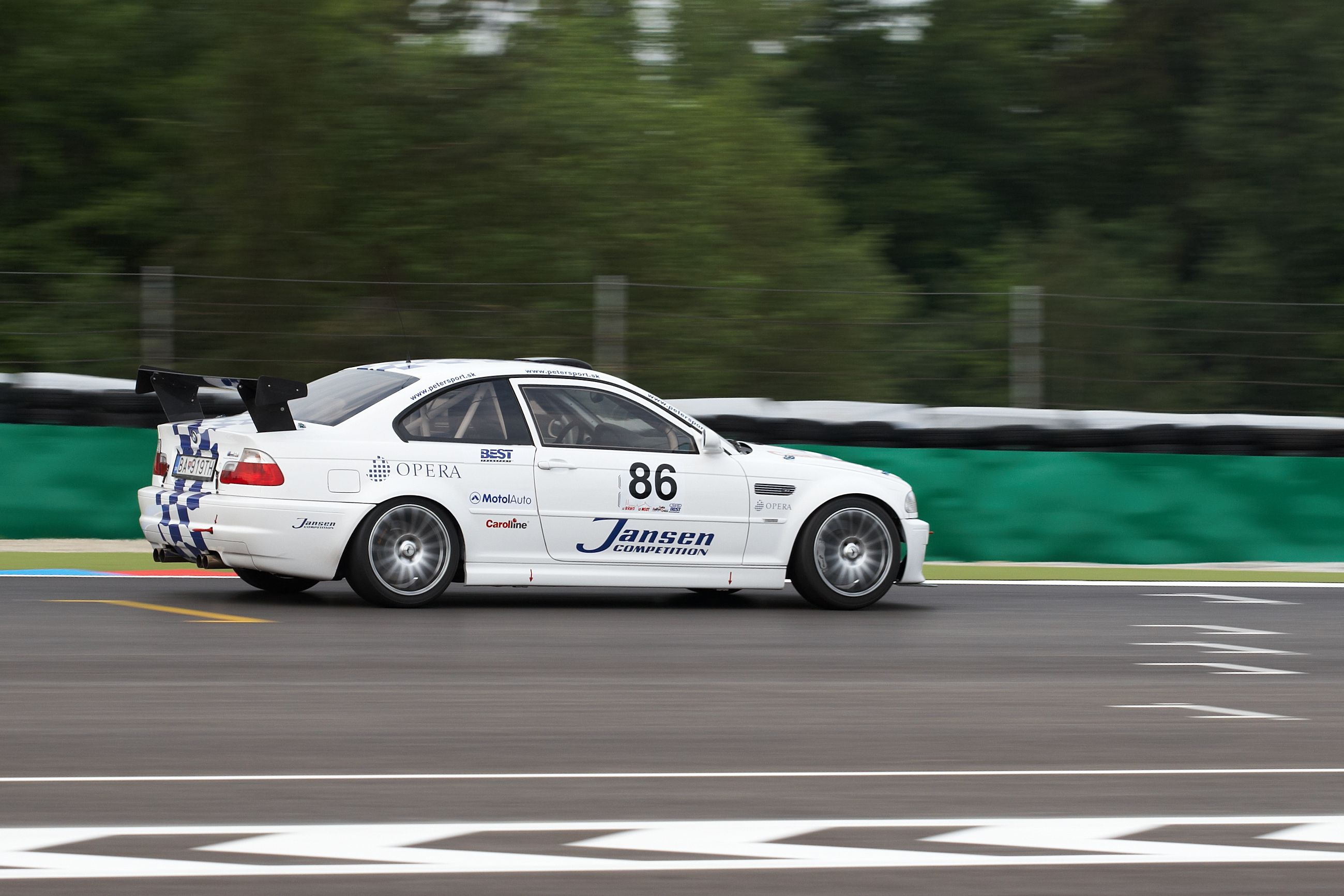
تصویر یک ماشین مسابقه با اتاق سربی

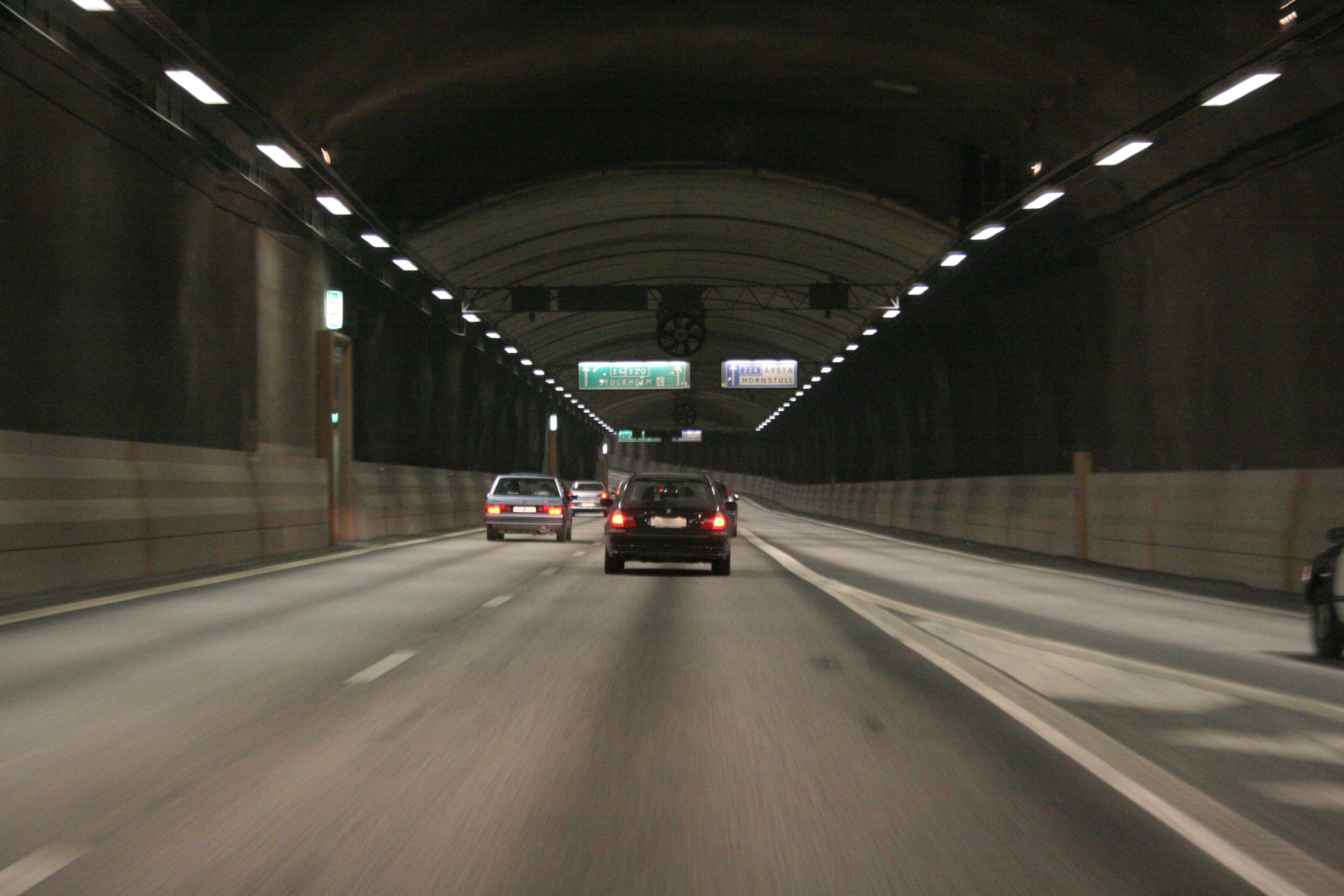
نمونه‌ای از خطوط مستقیم متعدد در این نقش‌مایه که به یک نقطه ختم می‌شوند و حس سرعت و پرسپکتیو را القا می‌کنند.

ترکیب‌بندی یا کمپوزیسیون (به فرانسوی: Composition) در هنرهای گوناگون به معنای تنظیم جایگاه اجزای یک اثر است که هنرمند برای ایجاد وحدت و تناسب بین بخش‌های مختلف اثر خود به کار می‌برد. برای مثال یک شهر، یک اثر معماری، یک اثر موسیقایی، شعر و داستان، و آثار نقاشی و عکاسی و طراحی دارای ترکیب‌بندی‌های متفاوت ویژه‌ای هستند که هنرمند برگزیده‌است. تعادل، تقارن و ریتم از عواملی هستند که در کمپوزیسیون به آن‌ها توجه می‌شود.
ترکیب‌بندی، نیز ابزاری قدرتمند در دستان فیلمساز است تا بدون نیاز به کلمات، مفاهیم پیچیده و روابط بین شخصیت‌ها را به مخاطب منتقل کند. هر عنصر بصری در یک قاب، از موقعیت دوربین تا اندازه و جهت نگاه بازیگران، می‌تواند حاوی معنایی خاص باشد.
- اشکال هندسی و نمادشناسی:
  - دایره: نماد وحدت، کامل بودن و چرخه زندگی است. قرار دادن شخصیت‌ها در یک دایره، می‌تواند نشان‌دهنده‌ی پیوند عمیق آن‌ها یا یک رویداد تکرارشونده باشد.
  - خط راست: نماد حرکت، هدفمندی و صراحت است. یک خط راست می‌تواند مسیر حرکت یک شخصیت یا نگاه او را نشان دهد و به ایجاد حس جهت‌گیری کمک کند.
  - مثلث: نماد تعادل، قدرت و تضاد است. قرار دادن سه شخصیت در یک مثلث، می‌تواند نشان‌دهنده‌ی تنش و تعارض بین آن‌ها باشد.[۳]

## اصول ترکیب‌بندی

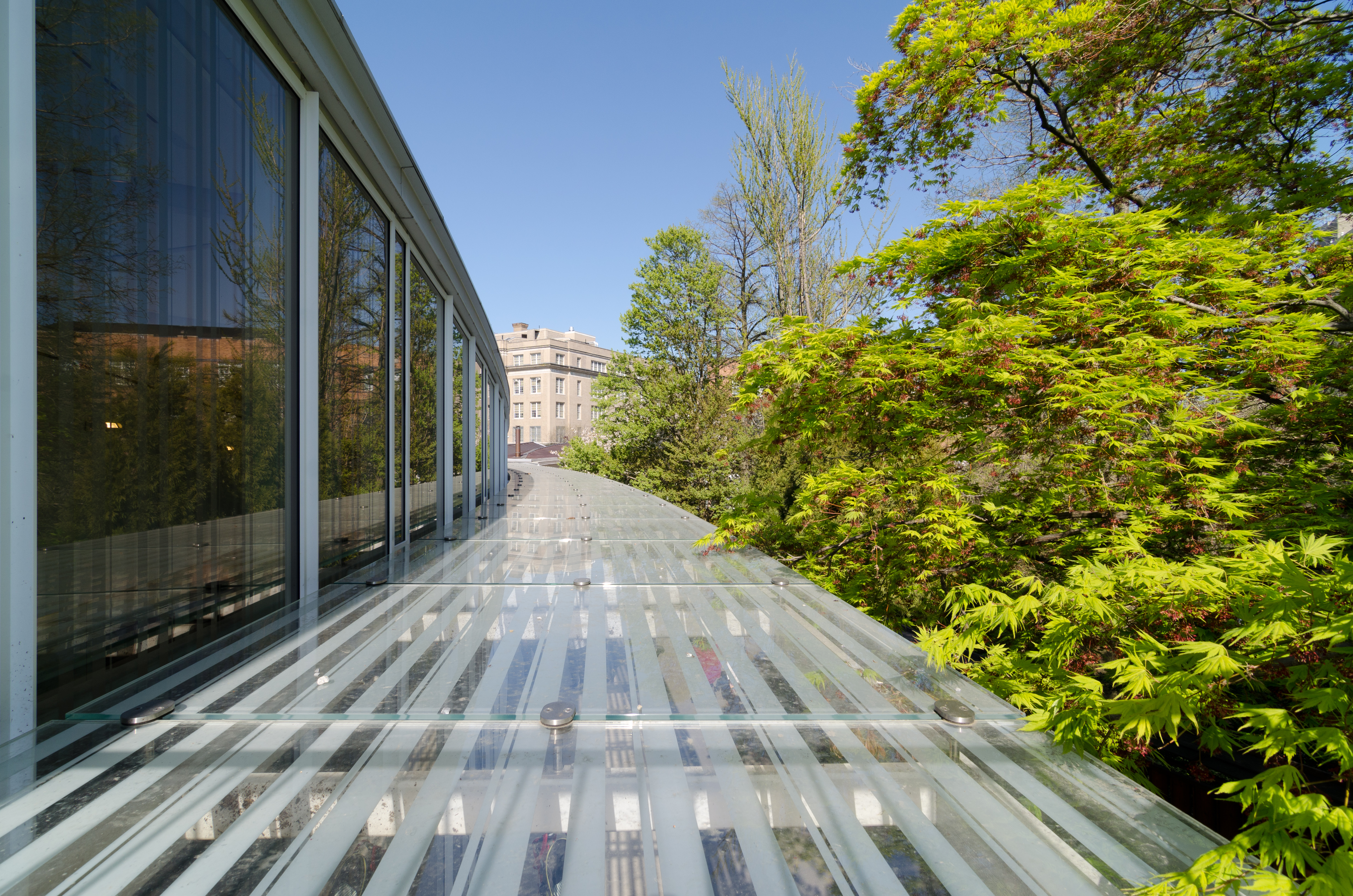
الگوهایی در شیشه‌های مات خطوطی پیشرو را تشکیل می‌دهند که در این عکس از یک تاقچه در باغ گیاه‌شناسی بروکلین به چشم بیننده کمک می‌کند.

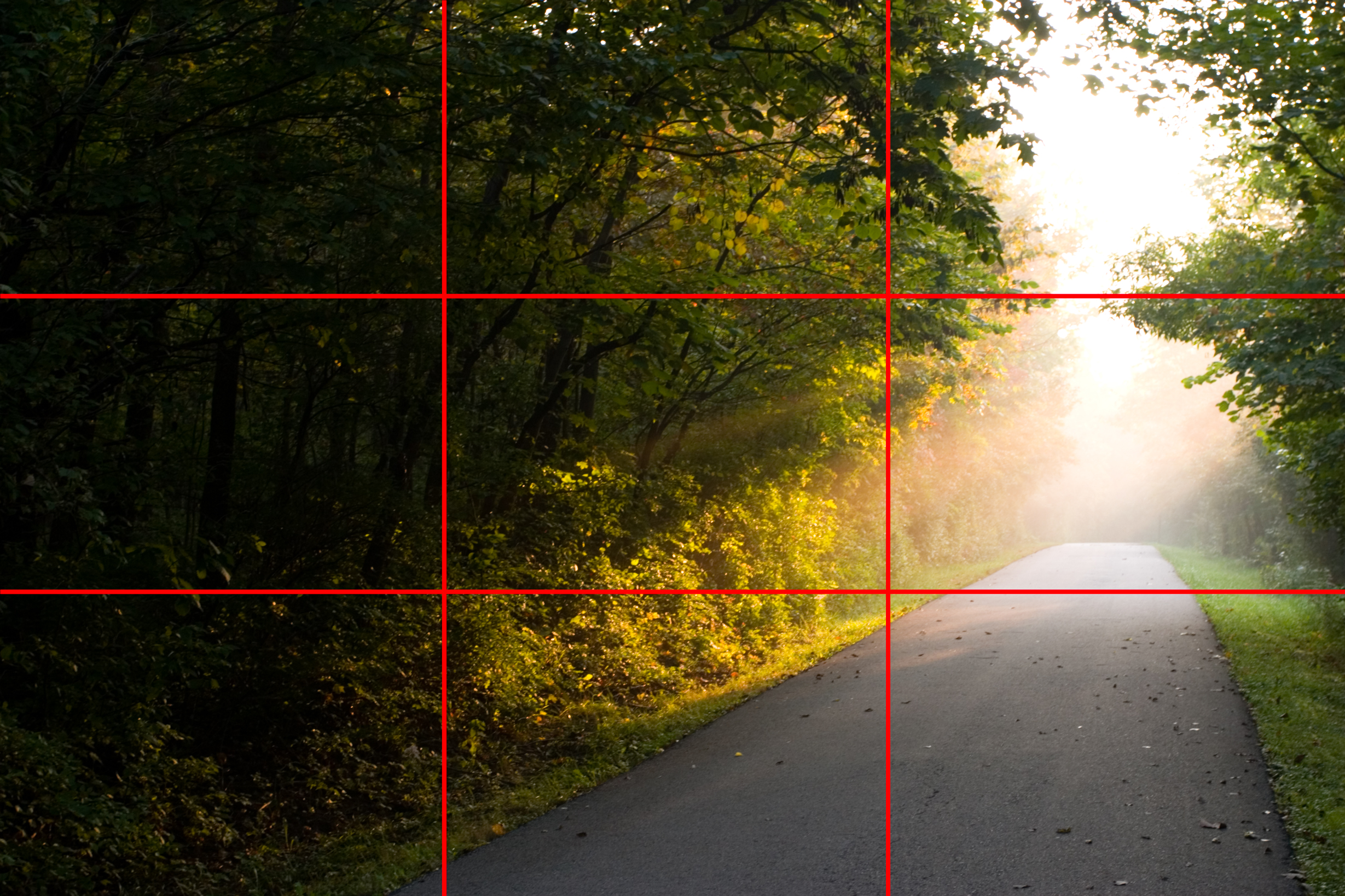

اصول ترکیب‌بندی نسبت‌ها، مفاهیم و تعاریفی هستند که در بیشتر هنرهای تجسمی با رعایت آن‌ها به چشم‌نوازی اثر افزوده می‌شود. این چشم‌نوازی نسبی است یعنی ممکن است در نظر همه چشم‌نواز محسوب نشود. دانستن این اصول و استفاده آگاهانه از آن‌ها می‌تواند به زیبایی بصری عکس کمک کند. برای مثال: نسبت‌های طلایی، قانون دو سوم‌ها، فضای منفی، تقارن نامتقارن و مانند آن‌ها.
به جای دادن منطقی عناصر تجسمی در فضای مورد نظر، در سطح دو بعدی یا سه بعدی ترکیب‌بندی یا کمپوزیسیون می‌گویند. ترکیب بندی تحت قواعد و اصول معین و محاسبات دقیق انجام می‌گردد و بین عناصر تصویری ارتباط، پیوند و روابط منطقی ایجاد می‌کند.
نظم و ترتیب دادن، برنامه‌ریزی کردن بین عناصر تصویری، منسجم نمودن قسمت‌ها با هم، ترکیب کردن و کنار هم قرار دادن آنها، ساختار و سازماندهی عناصر تجسمی و هماهنگ‌کردن همهٔ اجزا با هم، مفهوم ترکیب را مشخص می‌کند. مفهوم ترکیب بندی یا کمپوزیسیون با مفاهیم دیگر از جمله: COMPOSITION, Formation، ارتباط و مطابقت دارد که هر کدام به نحوی به در خلاقیت تجسمی مصداق پیدا می‌کند.
اصطلاح ترکیب در همهٔ هنرها به خصوص هنرهای تجسمی بکار می‌رود. مانند ترکیب موسیقی، یا ترکیب نقوش هندسی و غیر هندسی، ترکیب شکل‌های انتزاعی ترکیب یک فیلم سینمایی و به‌طور کلی ترکیب یک اثر هنری.
شکل‌ها نسبت به فضایی که اشغال می‌کنند جلوه‌های متفاوتی به خود می‌گیرند و در اثر نیروهای بصری ناشی از شکل و زمینه مفهوم جداگانه بدست می‌آورند. هر شکل ثابت، مثلاً یک دایره، در داخل مربع، مربع مستطیل، لوزی و حتی دایره جلوه‌های متغیر به خود می‌گیرد و خصوصیات تصویری آن متغیر می‌شود. بدین ترتیب هر شکل و نقشی نسبت به فضا و شکل اطراف جلوه و معنای خاص پیدا می‌کند که ناشی از نیروهای بصری است. در نتیجه هر واحد بصری موقعیت فضایی و جلوه و نمود خود را به واسطه روابط فعال و متقابل واحدهای تصویری پیرامون خود کسب می‌کند و نیروهای تصویری که از جهات مختلف، راست و چپ، بالا و پایین، جلو و عقب بر آن اثر می‌گذارند موقعیت فضایی آن را ایجاد می‌کنند. علاوه بر آن رنگ با ارزش‌های تصویری خاص خود که دائماً تحت تأثیر و دگرگونی شرایط فضایی و تابش نور می‌باشد، و بافت نیز به صورت مؤثر در مشخص کردن موقعیت فضایی و کیفیات بصری عناصر تصویری مؤثر هستند.

## ترکیب‌بندی با تشابه
اگر در ترکیبی شکل، اندازه، رنگ یا بافت فرم‌های واحد کمی تغییر کند این فرم‌ها دیگر قسمتی از یک ساختار تکرار محض نیستند، بلکه با تشابه بیشتر و به صورت آزادتری به یک دیگر مربوط می‌شود. تشابه می‌تواند چگونگی استقرار فرم‌های واحد را نشان دهد. ترتیب استقرار مشابه فرم‌های واحد ممکن است به یک ساختار تکرار، شعاعی یا تغییر تدریجی شبیه شود.

## ترکیب بندی با تمرکز
اجتماع فرام‌های واحد در نواحی خاصی از ترکیب (تمرکز) نامیده می‌شود. تمرکز حرکاتی موزون ایجاد می‌کند و اغلب یک مرکز توجه اصلی و تعدادی مرکز فرعی به وجود می‌آورد. تمرکز پدیده‌های طبیعی را نیز تداعی می‌کند، مانند ابرهای زودگذر، پاشیده شدن آب، ریزش برگ‌ها و مهاجرت پرندگان.

## نقاشی

### تعریف ترکیب
ترکیب یا ترکیب‌بندی، مهم‌ترین فرایند در شکل‌گیری اثر تصویری، معماری یا ارتباط بصری است. واژه ترکیب در لغت به معنای مرکب کردن یا از چند جزء، کل جدیدی را به وجود آوردن است که چیزی متفاوت از اجزای تشکیل‌دهنده نخستین آن باشد.
در طراحی و هنرهای بصری بیش از چهار نوع خط وجود ندارد: عمودی، افقی، اریب و دوّار؛ ولی از ترکیب و تنوعات بی‌شمار همین چهار نوع خط است که فرهنگ بصری ملل از کهن‌ترین زمان تا دورهٔ معاصر شکل گرفته‌است و هم چنان هنرمندان کیفیت‌های جدیدی از آن ابداع نموده، به جامعه بشری معرفی می‌کنند.
شکل‌های بنیادین در هندسه و هنرهای تجسمی، از سه شکل مربع، دایره و مثلث فراتر نمی‌رود، ولی هم چنان‌که تاکنون شاهد بوده‌اید، از ترکیب همین اشکال ساده و به دست آوردن اشکال جدیدی از آنهاست که هنرمندان، در فرهنگ‌های مختلف، متناسب با زمان و فضا و نیز نیاز باطنشان، تصاویر و نقوش بی‌پایان را خلق نموده، به فرهنگ تصویری بشر ارائه می‌نمایند.
رنگ‌های اصلی عبارت اند از: قرمز، زرد و آبی؛ ولی از ترکیب آن‌ها با یکدیگر و امتزاج آن با رنگ سفید است که دنیای وسیع رنگ‌ها، تا بی‌نهایت، حاصل می‌آید.

### انواع ترکیب
ترکیب در حقیقت مهم‌ترین عامل در شکل‌گیری اثر تصویری است. ترکیب وسیله‌ای است برای بیان ذهنیات هنرمند از طریق تصویر، فرم و قضا یا شبکه‌ای از روابط است که دارای عملکرد است؛ و به هر میزان که دانش وی از ترکیب ژرف‌تر و جامع تر باشد تسلط وی به ابزار و اجزای کارش بیشتر، امکان و ابتکار عملش فزون‌تر، دسترسی به ایجاد فضاهای مورد نظرش فراهم تر است و در نتیجه آفرینشگری مسلط در بیان ذهنیات خود و القای آن به مخاطبان خود خواهد بود.
ترکیب، در هنرهای تجسمی به شیوه‌ها و شکل‌های بی‌شمار و متنوعی آشکار می‌گردد.

### ترکیب قرینه
از انواع نخستین و در عین حال بسیار ساده‌ترکیب، نوع «قرینه» آن است. اصولاً هدف از ترکیب در هنرهای تجسمی ایجاد نوعی توازن و تعادل میان اجزای تشکیل دهندهٔ آن است. در عین حال استفاده از ترکیب قرینه در تناسب با زمان ایجاد آن است. ترکیب قرینه معرف زمان، محیط و ذهنیتی آرام، متعادل و موزون و ایستا است. به همین سبب این نوع ترکیب بیشتر در زمان و جوامعی طرح و طبع شده‌است که دارای چنین ویژگی‌هایی بوده‌است. در زمان معاصر که ذهن هنرمند مضطرب، نامتعادل و پویاست، ترکیب قرینه کمتر در آثار هنرمندان مشاهده می‌شود.

### ترکیب عمودی
ترکیب‌های عمودی اغلب معرف روحیه‌ای مثبت و موجب القای کیفیتی ایستا در تصویرند. بارنت نیومان (۱۹۷۰ – ۱۹۰۵) در اغلب آثار خود از حرکت عمودی خط یا سطح سود می‌برد و بیشتر آثار جوزف استلا، که از فضاهای شهری تشکیل شده‌است، مرکب از حرکت عمودی خطوط روی سطح بوم می‌باشند.

### ترکیب افقی
ترکیب با حرکت افقی خط، کاری است سهل و ممتنع. ایجاد چند خط افقی روی سطح ابتدا بسیار ساده به نظر می‌آید ولی به هنگام تنظیم و القای فضا از طریق آن، نیازمند خلاقیت، تمرکز، تمرین و حوصله است. خطوط افقی در محیط در دو کیفیت طبیعی و مصنوعی قابل ملاحظه است. خط افقی در محیط طبیعی: منتهی‌الیه یک کویر، خط افقی ساحل و انتهای اقیانوس، جایی که دریا، به ظاهر با آسمان تماس پیدا می‌کند. خط افقی در محیط مصنوع: کابل‌های انتقال نیرو، قرنیز دیوارها، جدول خیابان‌ها، جوی‌ها، کرکره‌ها.
خطوط افقی بیشتر معرف انرژی‌های از نفس افتاده‌اند؛ سکون و آرامش درون را القا می‌نمایند و مبین فضایی کم‌تحرک و کم جنبش‌اند. بسیاری از هنرمندان که در پی القای فضایی آرام، بدون هیجان و نیز کم جنب و جوش می‌باشند، با تأکید بر ریتم و حرکت خطوط افقی، ترکیب خود را شکل می‌بخشند.
دایره را نمادی از آسمان و عالم ملکوت می‌دانند. در بسیاری از اجتماعات اولیه برای استماع بحثی یا دیدن نمایشی، جماعت، خود به خود چنین شکل دوّاری را به خود می‌گیرند. به همین مناسبت شکل معماری بسیاری از میدان‌های ورزشی یا نمایشی دارای شکل دایره است. از نظر استحکام و مقاومت، این شکل هندسی از ویژگی‌های خاصی برخوردار است. فشار یا نیرویی که بر سطح یک قوس یا دایره فرود می‌آید در یک نقطه متمرکز نمی‌شود بلکه در سطح آن منتشر و پخش می‌گردد. به همین سبب تا قبل از شیوه‌های نوین معماری و استفاده از آهن و سقف‌های پیش‌ساخته از طاق‌های «ضربی» یا قوسی و جناقی استفاده کرده‌اند.
به قول کاندینسکی، دایره، شکل گسترش یافته یک نقطه است که معرف کهکشان، عالم ملکوت و مبین زمان است. در حقیقت تصور حرکت و زمان (که دو عنصر مترادفند) بدون وجود دایره امکان‌پذیر نیست. دایره بیش از هر شکل هندسی دیگر، در آنچه با حرکت و پویش سر و کار پیدا می‌کند حضور دارد. در پرده‌ها یا ترکیب‌هایی که به‌طور مستقیم یا غیر مستقیم از شکل دایره برای ترکیب استفاده کرده‌اند، چشم با حرکت نرم و سیالی در تمام سطح اثر به چرخش در می‌آید و تجربه پویایی از فرم و خط و رنگ حاصل می‌شود.

### ترکیب متقاطع
ساده‌ترین نوع ترکیب متقاطع صفحه شطرنج است. صفحه شطرنج از خطوط عمودی و افقی ترکیب یافته که در تناسبی مساوی یکدیگر را قطع نموده‌اند. چنانچه به نقشه شهرهای کنونی توجه شود به سادگی متوجه خواهیم شد که از خطوط عمودی و افقی متقاطع تشکیل شده‌است. اگر حین مسافرت با هواپیما از فراز شهری عبور کنیم متوجه می‌گردیم که آنچه فضای زیستی شهرهای کنونی را، در کل، تشکیل می‌دهد، خطوط عمودی و افقی است. نوع قابل دسترس تر آن چهار راهیست که هر روز از آن گذر می‌کنیم. عناصر به وجود آورنده آن چیزی جز دو خط افقی و عمودی که یکدیگر را قطع نموده‌اند، ناست.
ترکیب‌های متقاطع، تضادی را نیز دربردارند. تضاد بین زندگی و از پا افتادگی؛ تضاد بین حرکت و سکون؛ تضاد میان ایستایی و نرمش. هنرمند هنرهای تجسمی با هوشمندی از نیروهای بالقوه عناصر متقابل سود می‌جوید؛ آن‌ها را در کنار هم قرار می‌دهد؛ هماهنگشان می‌سازد و سپس پیام خود را از طریق آن‌ها منتقل می‌سازد.
پیت موندریان (۱۹۴۴ – ۱۸۷۲) نقاش هلندی، از جمله هنرمندانی است که در ترکیب بندی‌هایش از تضاد میان حرکت‌های عمودی و افقی سود برده‌است. او ابتدا هنرمندی بود که از مناظر طبیعی نقاشی می‌کرد ولی به تدریج فرم‌های طبیعی منظره را ساده نمود تا به ناب‌ترین شکل آن یعنی خطوط عمودی و افقی نزدیک گردد. او در جست و جوی یک واقعیت ناب و خالص بود. او در بخشی از بیانیه خود تحت عنوان: «هنرهای تجسمی و هنرهای تجسمی ناب» می‌گوید:
«هر چند هنر اصولاً همیشه و در همه جا یک عنصر واحد است، ولی با این حال در بیان‌های مختلف و متنوع آن دو گرایش وجود دارد که در تضاد با یکدیگرند. یکی از آن‌ها به آفرینش مستقیم زیبایی جهان توجه دارد و دیگری به بیان زیبا شناختی انسان، یعنی به بیان فکر و تجربه او می‌پردازد. روش نخست واقعیت را به صورت عینی قبول دارد، ولی دیگری آن را به صورت ذهنی می‌پذیرد؛ بنابراین در آثار فیگوراتیو به نمایش زیبایی به صورت عینی برمی‌خوریم که صرفاً از طریق فرم و رنگ، همراه با تناسبات متعادل و متقابل بیان شده‌اند و در عین حال تلاش شده‌است تا رنگ و فرم احساسی را در ما زنده کند. این کوشش اخیر که به‌طور حتم نتیجه بیان فردی است مانع از نمایش ناب زیبایی می‌شود؛ ولی با وجود این اگر یک اثر هنری احساسی را در ما بیدار کند، وجود دو عنصر مخالف هم (یعنی ذهن و جهان) در آن انکارپذیر است. هنر مجبور است تا راه حل صحیحی را پیدا کند. هنر طبیعت‌گرا به رغم دوگانگی تمایلات خلاقه اش میان ذهنیت و عینیت هماهنگی لازم را فراهم آورده‌است. در نظر بیننده در شرایطی که خواهان زیبایی خالص است، تمایل به بیان فردی در درجه اول اهمیت است؛ ولی از نظر هنرمند، جست و جوی بیانی واحد از طریق توازن و تعادل دو قطب مخالف همیشه و همه جا مورد توجه بوده و خواهد بود.»
افزون بر موندریان هنرمندان دیگری نیز از ترکیب متقاطع (عمودی – افقی)، در آثارشان سود برده‌اند که از آن میان می‌توان به آثار جوزف آلبرز (۱۹۷۶ – ۱۸۸۸)، فریتز کلارنر (۱۹۷۲ – ۱۸۹۹) و رابرت رایمن اشاره کرد.

### ترکیب مثلثی
یکی دیگر از انواع ترکیب دوازده‌گانه، ترکیب مثلثی است. این نوع ترکیب از جهات بسیاری با ترکیب قرینه شباهت دارد ولی از قوانین خاص قرینه (که آنچه در سمت راست ساختمان یا تصویر ساخته شده‌است، بدون کم و کاست در طرف دیگر تکرار می‌شود) پیروی نمی‌کند. ترکیبات مثلثی عموماً از استحکام استثنایی برخودارند. از این رو، بسیاری از ترکیبات صدر رنسانس دارای ترکیب مثلثی شکل هستند.
هنرمندان دیگری نیز از استحکام و ساختار منسجم مثلث، برای ترکیب بندی، سود برده، کیفیت آن را با نیاز تصویر مورد نظر منطبق نموده و در مجموع، مفهوم کلاسیک آن را دگرگون ساخته‌اند.

### ترکیب اریب
نمونهٔ دیگری از ترکیب‌های دوازده‌گانه که موارد بسیاری از آن در آثار هنرمندان معاصر دیده می‌شود، ترکیب اریب است. حرکت اریب در تصویر، نمایشی از عدم ایستایی و تعادل است؛ ولی هنرمندان معاصر از ریتم سازنده بالقوه حرکت اریب بهره مثبت برده و ساختار بسیاری از آثارشان را بر آن اساس تنظیم نموده‌اند. حرکت اریب اگرچه در وهله نخست حکایت از ریزش، عدم پایداری و نابسامانی دارد، ولی همین عامل‌های منفی، در ذهن هنرمندی خلاق تبدیل به فضایی سازنده و مثبت گشته و به مثابه یک بیانیه تصویری قابل تعمق در می‌آید.

### ترکیب متمرکز و غیر متمرکز
این نوع ترکیب به ویژه در دورهٔ انسان گرایی رنسانس، که انسان مرکز ثقل هر اندیشه و بینش فرهنگی بود، مورد استفاده قرار گرفت. در تابلوهای دوره رنسانس، انسان در مرکز ترکیب بندی قرار داشت و دیگر عناصر تشکیل دهنده اثر، همه در جهت جلب توجه بیننده به آن (انسان) عمل می‌نمودند.
در ترکیب‌های «غیرمتمرکز» عناصر گوناگون، انسان، طبیعت و اشیا در چندین نقطه اثر پراکنده می‌شوند و هر کدام به نوبه خود در ساختار کلی اثر نقش تعیین‌کننده‌ای دارند. چشم در این قبیل آثار در نقطه مشخصی ثابت نیست و در سرتاسر نگاره گردشی موزون دارد. بیننده در این قبیل آثار به تجربه کم‌نظیری از نور و رنگ هدایت می‌شود که در دیگر آثار کمتر شاهد آن بوده‌است.
یکی از نمونه‌های مشخص این نوع ترکیب، نگارگری سنتی ایران است. نگارگری سنتی ایران دارای حرکت است، از سطحی به سطح دیگر و از ورای همین حرکت است که وجد عارف منشانه‌ای در بیننده به وجود می‌آورد. نقاشی قهوه‌خانه نیز که ارائه منطقی همان جهان‌بینی است، بیننده را با خود در سطوح مختلف اثر به گردش وامی‌دارد، و با هر حرکت، حکایت تازه‌ای روایت می‌کند.
از مشخص‌ترین ترکیب‌های متمرکز نقاشی دیواری لئوناردو دا وینچی (۱۵۱۹ – ۱۴۵۲) از آخرین شام حضرت مسیح (ع) است. در این نقاشی دیواری حضرت مسیح (ع) دقیقاً در کانون تصویر قرار گرفته و سایر اجزای تصویر، چشم بیننده را به کانون تصویر (پیکر حضرت مسیح (ع))، هدایت می‌نماید.

### ترکیب حلزونی
در ترکیب «معراج حضرت رسول» (ص)، اثر سلطان محمد نقاش، محفوظ در موزه بریتانیا، با یکی از بدیع‌ترین انواع ترکیب حلزونی رو به رو هستیم: فراخ‌ترین خط قوس حلزونی با اندام فرشته‌ای که در پایین سمت راست نگاره قرار دارد آغاز و سپس حول فرشته‌هایی که اطراف حضرت رسول (ص) را احاطه کرده‌اند، ادامه یافته و کانون آن به پیکر حضرت ختمی مرتبت خاتمه می‌یابد.

### ترکیب موّاج
ترکیب‌های موّاج در اینجا به دو صورت معرفی می‌گردند: نخست ترکیب‌های موّاجی که معرف التهاب و اضطراب درونند، مانند آثار ونسان وان گوگ و دیگری ترکیب‌های موّاجی که به تنظیمی موزون و حساب شده نزدیک شده و هیولای درون به نظمی هندسی فرجام یافته‌است نظیر آثار هنرمند معاصر بریژیت رایلی.
در ترکیب‌های مواج وان گوگ، «شور جنون آسای هنرمند که در سراسر منظره پخش شده‌است، هر گونه قاعده ترکیب بندی کهن را در هم می‌شکند و همه خط‌های مسیر را در توده گردان پویایی که نماد جذب کامل هنرمند در دل طبیعت است، در هم می‌پیچد. این همه تاویلی است از شکنجه‌های هستی انسان»
برعکس در آثار بریژیت رایلی حرکت موج گونه زمان به قالب نظم بسیار دقیق و معقولی در می‌آید و نوعی دیگر از حرکت و زمان در تصویر معرفی می‌گردد.
ترکیب منتشر
از نوع ترکیب «منتشر»، در نگاره‌های سنتی ایران، نقاشی خاور دور، و در آثار نقاشان معاصر نظیر تورس کارسیا (۱۹۴۹ – ۱۸۷۴)، ژان بازن (۱۹۷۵ – ۱۹۰۴) و پیتر یانک، می‌توان سراغ کرد.
ترکیب بندی در حقیقت مجموعه گامهایی است که از طرح‌های خام و ساده آغاز می‌گردد؛ سپس در ذهن آفرینشگر آن مراحل بسیار حساس «تاویل»، «تعدیل» و «تبدیل» را در مقاطع و شرایط بسیار پیچیده و گوناگون پشت سر می‌گذارد و تدریجاً به مرحله نهایی، که گویای انتخاب فرجامین هنرمند است، نزدیک می‌شود. دریافت پیام برای مخاطب، در این مسیر معکوس است. به این معنی که بیننده ابتدا کل پیام را به صورت فیگوراتیو، انتزاعی یا هندسی دریافت می‌کند و در مرحله بعد محتوا، ترکیب، اصول، مبانی و شیوه اجرا را در ذهن جمع‌بندی نموده، پیام را درک می‌کند. ناگفته پیداست که تمام این فرایند، ناآگاهانه صورت می‌بندد؛ ولی به هر تقدیر اطلاعات به ذهن منتقل می‌شود. چنانچه مقاصد اصلی ترکیبی که پیام را می‌سازد، موفقیت‌آمیز باشد، یعنی به راه حلی منطقی رسیده باشد، نتیجه روشن و دارای ارتباط منطقی لازم خواهد بود. در یک ترکیب بندی بسامان، ارتباط میان فرم و محتوا را می‌توان زیبا و ظریف خواند و هرگاه تصمیماتی که به یک ترکیب ناموفق منتهی می‌شود، پدیدار گردند، نتیجه کار مبهم خواهد بود. مجموعه عواملی نظیر ترکیب، هدف، ساختار و بیان، باید از هر نظر کافی و توانمند باشند تا پیام بصری مؤثر و کارساز افتد. در غیر این صورت بیان تصویری به سطح نازلی از روابط و تناسبات نزدیک خواهد شد که توان القای پیام و ایجاد ارتباط را نخواهد داشت.

## ترکیب در طراحی سنتی ایران
مقصود از ترکیب، کنار هم چیدن عناصر، و در مورد هنر نقش‌هایی است که در نهایت وحدت ایجاد کند. یگانگی، هدف شکل و محتوای ترکیب است. به هیچ وجه نمی‌توان نقش‌های آماده (طراحی و رنگ شده) را پهلوی هم چید و نام آن را طراحی گذاشت، اشتباهی که اغلب و اکنون به ویژه طراحانی می‌کنند که به جای قلم از رایانه استفاده می‌کنند. در کار طراحی سنتی گذشته از اینکه نقش‌ها باید با هم سازگار و همجنس باشند، باید هر یک رنگ‌بندی مناسب خویش و در عین حال مناسب دیگر اجزا کنار خود و زمینه کار داشته باشند و مقصود از ترکیب همین است. ترکیب وحدتی است که از کثرت پدید می‌آید و بنابراین طراح باید بسیار سنجیده و کار آزموده باشد و نه تنها ترکیب شکل‌ها (فرم‌ها) بلکه رنگ‌ها را خوب بشناسد و در کار خویش تضاد، ناسازگاری، نقطهٔ ضعف و امثال آن‌ها باقی نگذارد. در نظر گرفتن نه تنها تناسب متن و حاشیه، متن و اجزا درون آن بلکه ملاحظه اجزا مناسب متن و حاشیه از مهم‌ترین عوامل موفقیت طرح و کمال آن است.
باید توجه داشت که طراحی سنتی ایران، خود فرهنگ بالغی است که از طریق کوشش‌های نسل‌های فراوان و گاه بسیار هوشیار، دانشمند و هنرمند پدید آمده‌است؛ بنابراین رعایت مبانی آن ناگزیر است. ترکیب نه تنها در طراحی سنتی، یعنی طرح کاشی، قالی، کارهای فلزی و چوبی اهمیت دارد، بلکه یکی از مهم‌ترین کارکردهای آن در معماری سنتی ایران است که مشمول عمده قواعد طراحی سنتی است. نقشه کلات‌ها (چه به شکل دژ و چه به صورت روستا یا قلعه) و نیز نقشه باغ‌ها، کوشکها و خانه‌ها و مسجدهای ایران تابع آن است.

## نگارخانه
این نقاشی‌ها همه یک موضوع را نشان می‌دهند، ظهور لازاروس، و اساساً چهره‌های یکسانی دارند، اما ترکیبات بسیار متفاوتی دارند.

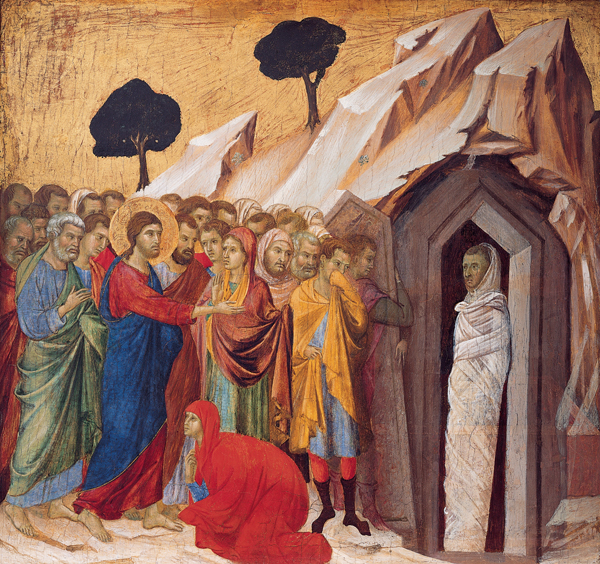
دوچیو ، ۱۳۱۰-۱۳۱۱
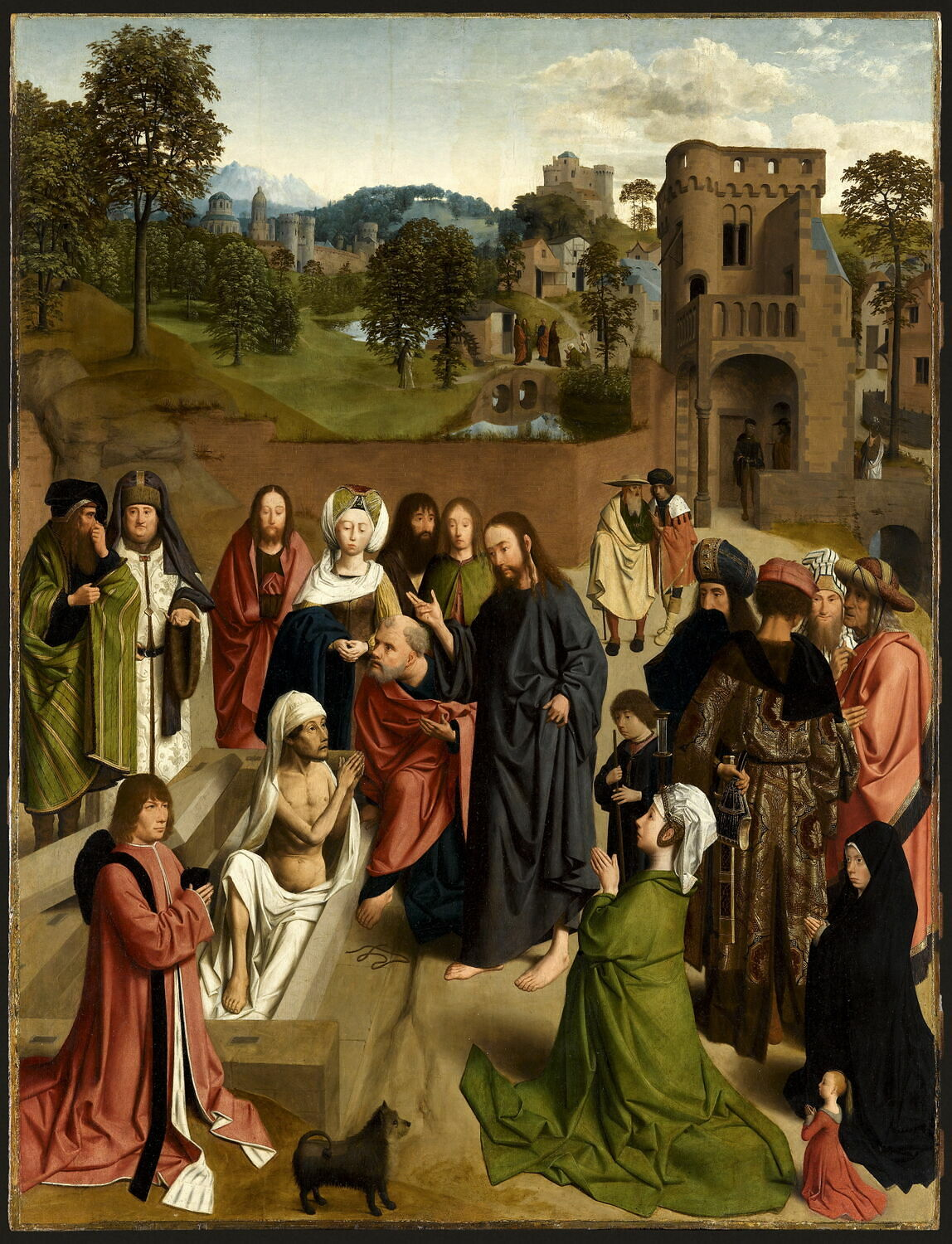
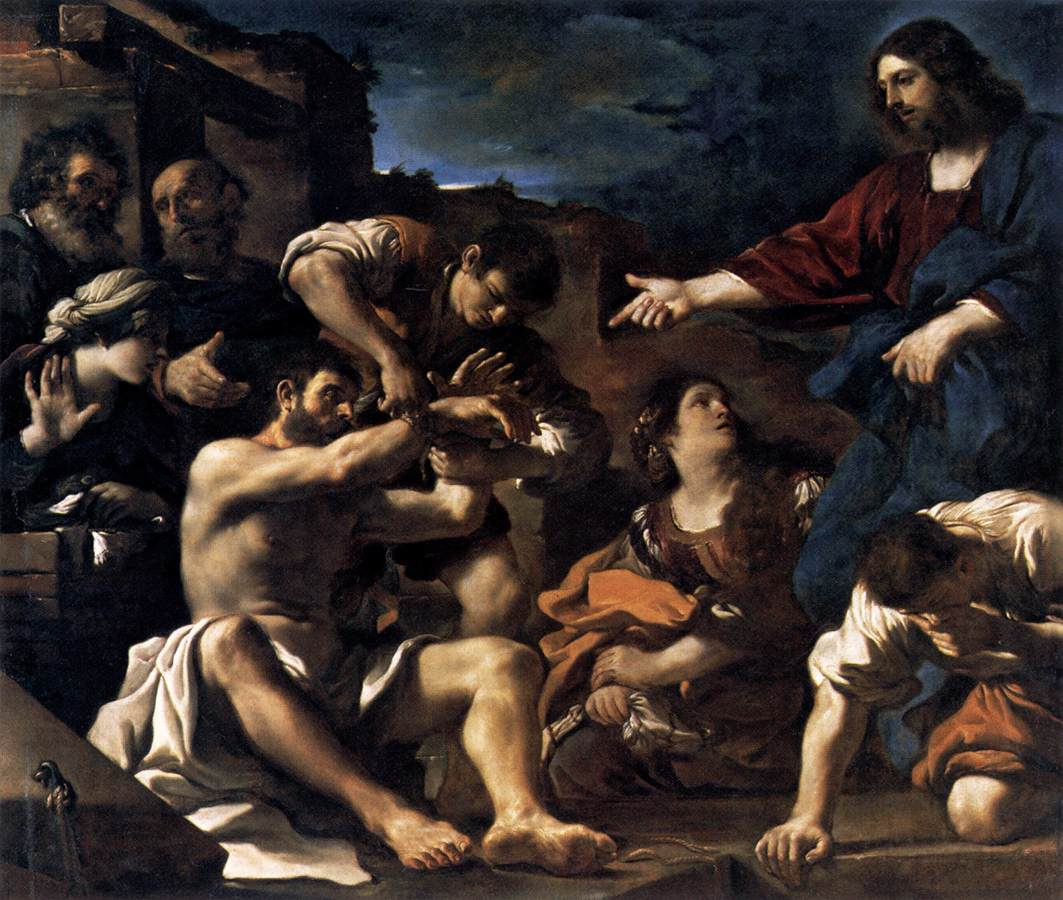
گوئرسینو، ۱۶۱۹
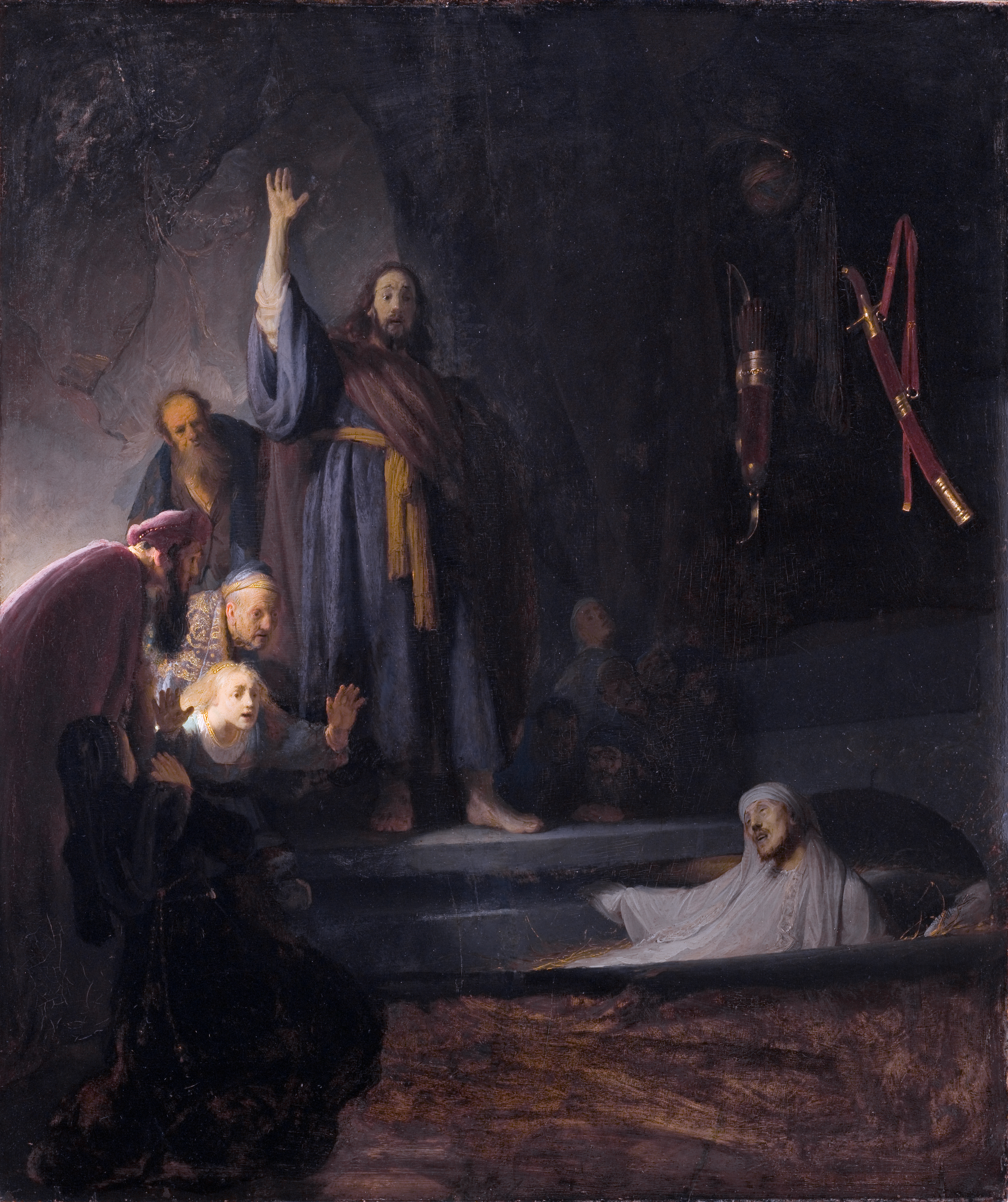
رامبراند، ۱۶۳۰
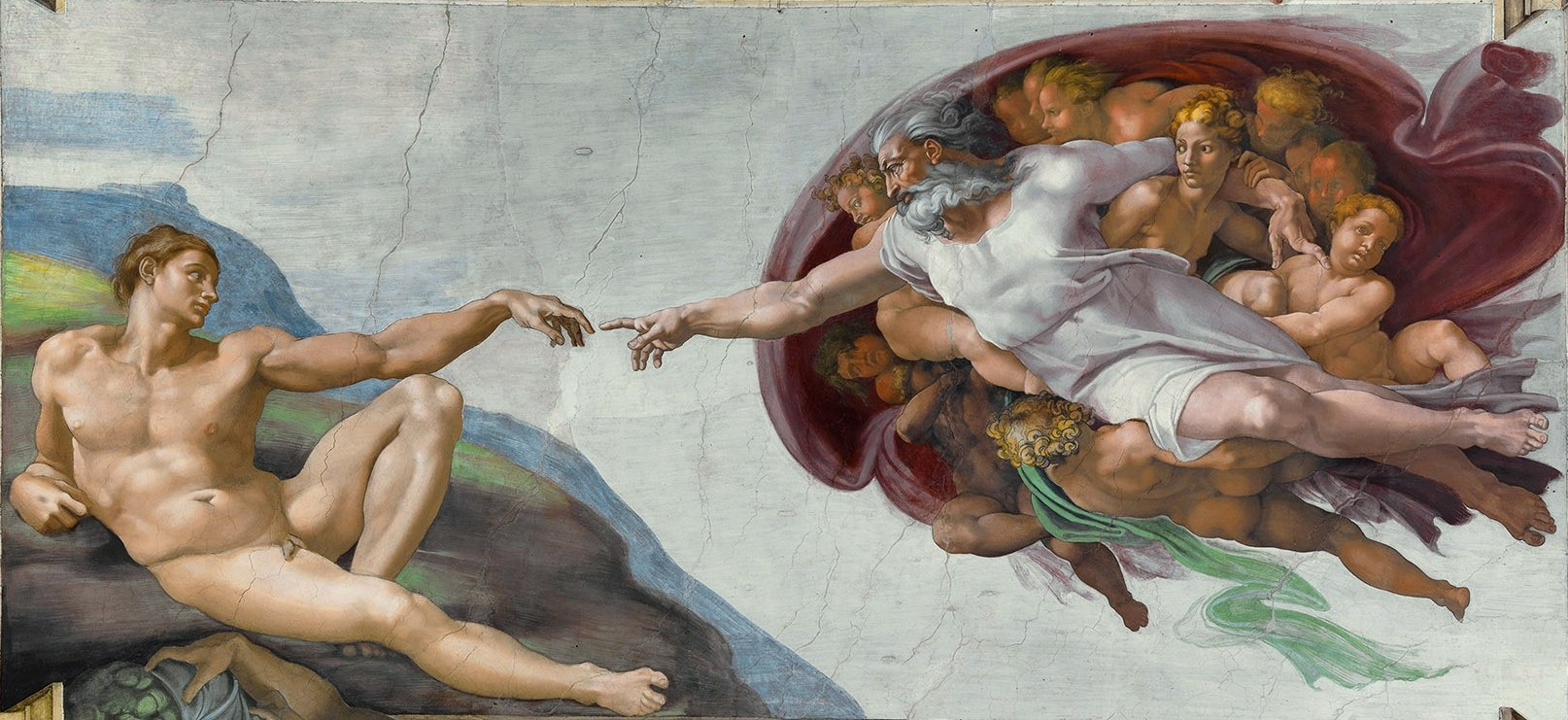
تابلوی «آفرینش آدم» اثر میکل‌آنژ، در کلیسای سیستین، که به خاطر آهنگسازی‌اش شناخته می‌شود.
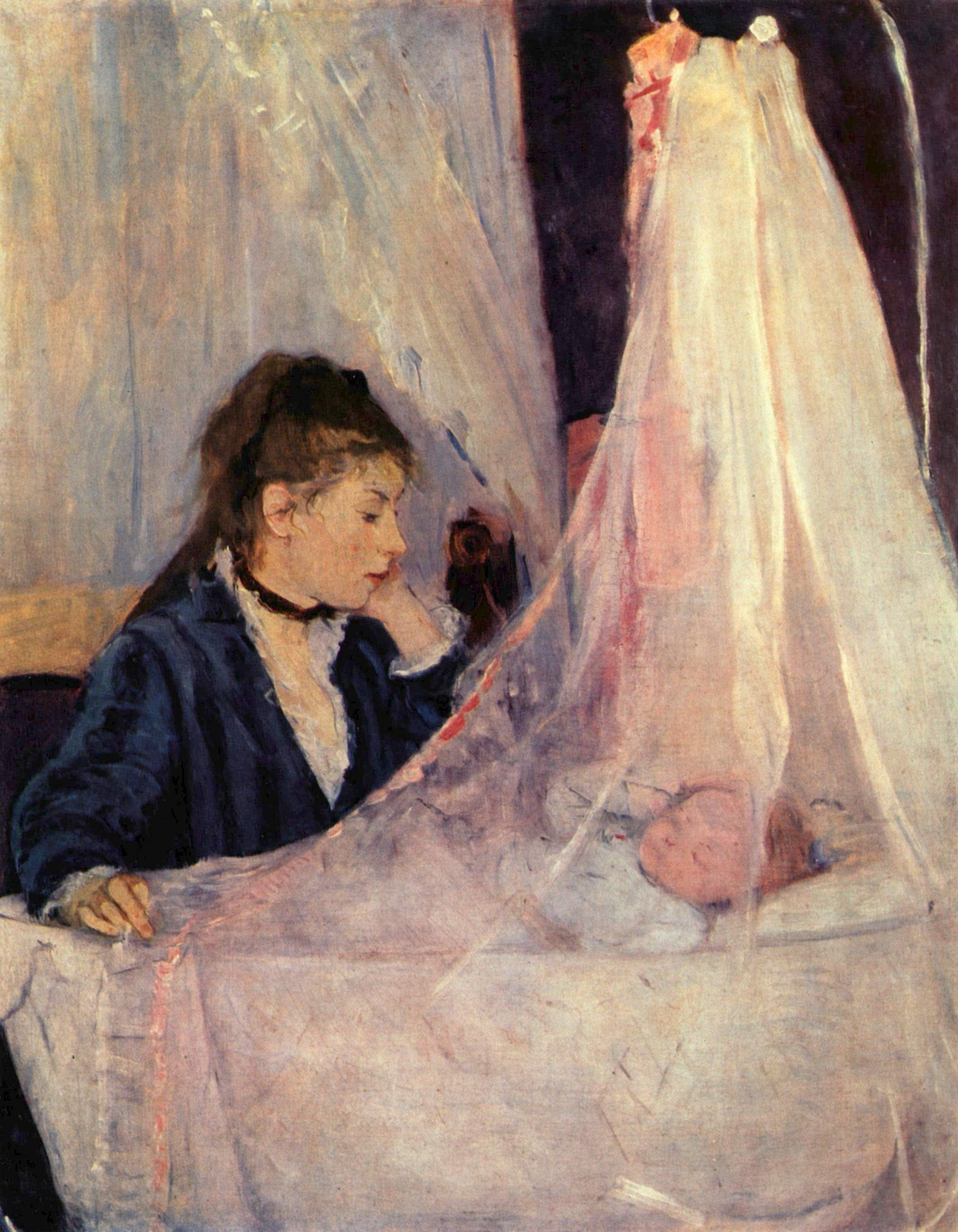
تصویری که در آن روایت با خط مورب از گوشه بالا سمت چپ به گوشه پایین سمت راست، جهت خواندن را دنبال می‌کند.

## ترکیب بندی در تئاتر
کمپوزیسیون ترتیب قرار دادن اشخاص بازی بر روی صحنه، به منظور کشف رویداد دراماتیک و ترسیم آن به ساده ترین شکل ممکن، از طریق تاکید یا تقابل است. در تعریفی دقیق تر کمپوزیسیون حرکت را شامل نمی‌شود، بلکه حالت ایستا دارد. گویی کمپوزیسیون نوع قرار گرفتن اشخاص بازی بر روی صحنه، در لحظه‌ای خاص است که به کمک دوربین عکاسی آن را ثبت کرده ایم.
ترکیب بندی، ساختار و شکل یا طرح بندی یک گروه است، اما هدف آن بیان معانی تصویر صحنه نیست. ترکیب بندی قادر است احساس، کیفیت و حال و هوای موضوع را از طریق رنگ، خط، حجم، و شکل بیان کند. داستان را روایت نمی‌کند و ایده نیست، بلکه یک فن است. چیدمان منطقی آدم ها در یک دسته بندی صحنه‌ای از طرق تأکید، ثبات، توالی و توازن برای رسیدن به زیبایی و وضوحی رضایت بخش است.